# Jeremiah Markland
Jeremiah Markland (Childwall, 18 o 29 ottobre 1693 – Milton Court, 7 luglio 1776) è stato un filologo classico inglese.

## Biografia
Nato a Childwall, presso Liverpool, nel 1693, studiò al Christ's Hospital e alla Peterhouse presso l'Università di Cambridge.
Nel 1728 diventò istitutore del figlio di W. Strode di Punsbourn (Hertfordshire), poi ritornò a Cambridge, dove entrò all'università nel 1733. In seguito visse a Twyford, poi nel 1744 si trasferì a Uckfield (Sussex) per sovrintendere all'educazione del figlio del suo ex allievo Strode. Nel 1752 si stabilì a Milton Court, vicino a Dorking (Surrey), e vi trascorse, in grande riservatezza, il resto della sua vita, fino alla morte.

## Opere (selezione)
- Epistola critica (1723);
- edizione di Publio Papinio Stazio, Silvae (1728);
- note alle edizioni di Lisia di John Taylor, di Massimo di Tiro di John Davies, dell’Ippolito di Euripide di Samuel Musgrave;
- edizione di Euripide, Le supplici, Ifigenia in Tauride e Ifigenia in Aulide (1811);
- note alle Epistole di Cicerone a Bruto e di Bruto a Cicerone (1745).